# Mesoleptus bizonulis
Mesoleptus bizonulis är en stekelart som först beskrevs av Forster 1876.  Mesoleptus bizonulis ingår i släktet Mesoleptus och familjen brokparasitsteklar. Inga underarter finns listade i Catalogue of Life.